# 部分積分
部分積分（ぶぶんせきぶん、英: Integration by parts）とは、微分積分学・解析学における関数の積の積分法に関する定理であり、積の積分をより計算が容易な積分に変形するために頻繁に使われる手法である。
具体的には、2つの微分可能な関数 {\textstyle u(x)}、{\textstyle v(x)}、区間 {\textstyle a\leq x\leq b} に対して成り立つ以下のような関係式を指す。
{\displaystyle \int _{a}^{b}u(x)v'(x)\,dx=\left[u(x)v(x)\right]_{a}^{b}-\int _{a}^{b}u'(x)v(x)\,dx}
不定積分の場合であれば、同様に以下の関係式が成り立つ。
{\displaystyle \int u(x)v'(x)\,dx=u(x)v(x)-\int u'(x)v(x)\,dx\!}
またはより簡潔に
{\displaystyle \int u\,dv=uv-\int v\,du.\!}
と表記される。ここで {\textstyle du} と {\textstyle dv} は {\textstyle x} の関数 {\textstyle u} 、{\textstyle v} の微分、即ち
{\displaystyle du=u'(x)dx,\quad dv=v'(x)dx}
である。

## 導出
上記の定理は以下のように導出される。
{\textstyle u(x)} と {\textstyle v(x)} がともに微分可能関数であるとき、積の微分法則（ライプニッツ則）より
{\displaystyle {\frac {d}{dx}}\left(u(x)v(x)\right)=v(x){\frac {d}{dx}}\left(u(x)\right)+u(x){\frac {d}{dx}}\left(v(x)\right)\!}
両辺を区間 {\textstyle a\leq x\leq b} で {\textstyle x} に関して積分して
{\displaystyle \int _{a}^{b}{\frac {d}{dx}}\left(u(x)v(x)\right)\,dx=\int _{a}^{b}u'(x)v(x)\,dx+\int _{a}^{b}u(x)v'(x)\,dx}
ここで微分積分学の基本定理より、
{\displaystyle \int _{a}^{b}{\frac {d}{dx}}\left(u(x)v(x)\right)\,dx=\left[u(x)v(x)\right]_{a}^{b}}
であるから、
{\displaystyle \left[u(x)v(x)\right]_{a}^{b}=\int _{a}^{b}u'(x)v(x)\,dx+\int _{a}^{b}u(x)v'(x)\,dx}
即ち以下の部分積分の公式を得る。
{\displaystyle \int _{a}^{b}u(x)v'(x)\,dx=\left[u(x)v(x)\right]_{a}^{b}-\int _{a}^{b}u'(x)v(x)\,dx}
不定積分の場合も同様に導出出来る。
ここで左辺の {\textstyle \int uv'dx} は {\textstyle v'} ({\textstyle v} の 導関数) を含んでいるから、まず {\textstyle v}（{\textstyle v'} の 原始関数）を見つける必要があり、次いで部分積分の公式を適用し、積分 {\textstyle \int vu'dx} を計算する。
（具体的な計算例は後述）

## 視覚的な解釈

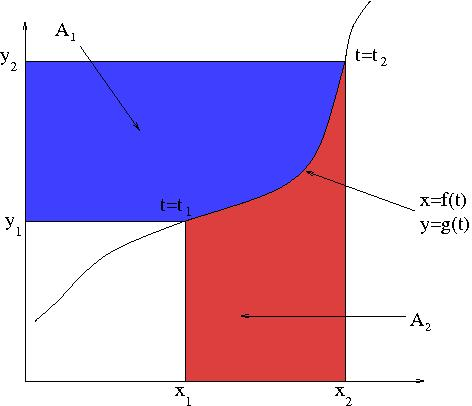
部分積分の定理のグラフによる解釈。図示された曲線は媒介変数 t の関数である。

パラメーター t によって {\textstyle (x,y)=(f(t),g(t))} で表された曲線を定義する。この曲線が局所的に全単射であると仮定すると、
{\displaystyle x(y)=f(g^{-1}(y))}
{\displaystyle y(x)=g(f^{-1}(x))}
青色の領域の面積は、
{\displaystyle A_{1}=\int _{y_{1}}^{y_{2}}x(y)dy}
同様に赤色の領域の面積は、
{\displaystyle A_{2}=\int _{x_{1}}^{x_{2}}y(x)dx}
にそれぞれ対応する。
{\textstyle A_{1}} と {\textstyle A_{2}} を足し合わせた領域全体は、大きい方の長方形の面積 {\textstyle x_{2}y_{2}} から小さい方の長方形の面積 {\textstyle x_{1}y_{1}} を除いたものに等しい。
{\displaystyle \overbrace {\int _{y_{1}}^{y_{2}}x(y)dy} ^{A_{1}}+\overbrace {\int _{x_{1}}^{x_{2}}y(x)dx} ^{A_{2}}={\biggl .}x_{i}y_{i}{\biggl |}_{i=1}^{i=2}}
近傍で曲線が滑らかであれば、これは不定積分に一般化できる。
{\displaystyle \int xdy+\int ydx=xy}
変形して、
{\displaystyle \int xdy=xy-\int ydx}
つまり部分積分は、青色の領域の面積が領域全体の面積と赤色の領域の面積から導かれることに相当すると考える事が出来る。
またこのように可視化することにより、関数 {\textstyle f(x)} の積分が分かっている時に逆関数 {\textstyle f^{-1}(x)} の積分が部分積分で求められることが理解出来る。実際、関数 {\textstyle x(y)} と {\textstyle y(x)} は逆関数の関係にあり、積分 {\textstyle \int xdy} は {\textstyle \int ydx} が分かっていれば上記のようにして計算可能である。

## 部分積分を用いた積分計算

### 基本方針
部分積分は機械的に積分を求められる方法ではなく、むしろある程度の試行錯誤を要する場合がある。基本的な方針は、ある一つの関数が与えられた時に、それを部分積分公式に当てはめて変形した場合に出現する積分項がもとの積分よりも計算が容易になるように、その関数を2つの関数の積 {\textstyle u(x)v(x)} に分割するというものである。下記の式は良い分割の方法を探すのに役立つであろう。
{\displaystyle \int uv\,dx=u\int v\,dx-\int \left(u'\int v\,dx\right)\,dx\!}
右辺で u は微分されて、逆に v は積分されていることに注意。即ち、微分された時に単純な形になる関数を {\textstyle u} に、また積分された時に単純な形になる関数を {\textstyle v} に選択するのが良いことが分かる。簡単な例として以下の積分を考えてみると、
{\displaystyle \int {\frac {\ln x}{x^{2}}}\,dx\!}
{\textstyle \ln(x)} を微分すると {\textstyle 1/x} であることから、{\textstyle \ln(x)} を {\textstyle u} の部分として選択し、また {\textstyle 1/x^{2}} の不定積分が {\textstyle -1/x} であることから、{\textstyle 1/x^{2}} を {\textstyle v} の部分として選択する。すると公式により、
{\displaystyle \int {\frac {\ln x}{x^{2}}}\,dx=-\int \ln x\,d\left({\frac {1}{x}}\right)=-{\frac {\ln x}{x}}+\int {\frac {1}{x}}\cdot {\frac {1}{x}}\,dx=-{\frac {\ln x}{x}}-{\frac {1}{x}}+C\!}
{\textstyle -1/x^{2}} の不定積分は {\textstyle 1/x} となる。
別の例として、{\textstyle u'(\int vdx)} の積が約分により簡単な形になるように {\textstyle u} と {\textstyle v} を選択することもある。例えば次の例では、
{\displaystyle \int \sec ^{2}x\ln |\sin x|dx}
{\textstyle u(x)=\ln |\sin x|} として、また {\textstyle v(x)=\sec ^{2}x} とすると、 {\textstyle u} を微分すると合成関数の微分法により {\textstyle 1/\tan x} となり、 {\textstyle v} を積分すると {\textstyle \tan x} となる。したがって公式により、
{\displaystyle \int \sec ^{2}x\ln |\sin x|dx=\tan x\ln |\sin x|-\int \tan x{\frac {1}{\tan x}}dx}
被積分関数は 1 となり、積分して {\textstyle x} となる。積が簡単な形になる組み合わせを探すにはある程度の試行錯誤が必要なことがある。
その他いくつかのテクニックを以下の例で示す。

### 例
多項式と三角関数
{\displaystyle I=\int x\cos x\,dx\,}
この積分を計算するには、
{\displaystyle u=x\Rightarrow du=dx}
{\displaystyle dv=\cos x\,dx\Rightarrow v=\sin x}
とすると、
{\displaystyle {\begin{aligned}\int x\cos(x)\,dx&=\int u\,dv\\&=uv-\int v\,du\\&=x\sin x-\int \sin x\,dx\\&=x\sin x+\cos x+C,\end{aligned}}\!}
ここで {\textstyle C} は積分定数である。
下記の式における {\textstyle x} のより高位の累乗では、
{\displaystyle \int x^{n}e^{x}\,dx,\,\int x^{n}\sin x\,dx,\,\int x^{n}\cos x\,dx\,}
部分積分を繰り返し使って同様に計算出来る。1回部分積分を適用する度に {\textstyle x} の指数が1ずつ下がる。
指数関数と三角関数
部分積分の仕組みを考えるためによく使われる例として、
{\displaystyle I=\int e^{x}\cos x\,dx}
を計算する。ここでは、部分積分を2回行う。最初に
{\displaystyle u=\cos x\Rightarrow du=-\sin x\,dx}
{\displaystyle dv=e^{x}\,dx\Rightarrow v=e^{x}}
とすると、
{\displaystyle \int e^{x}\cos x\,dx=e^{x}\cos x+\int e^{x}\sin x\,dx.\!}
となる。残った積分項に対して再度部分積分を行う。
{\displaystyle u=\sin x\Rightarrow du=\cos x\,dx}
{\displaystyle dv=e^{x}\,dx\Rightarrow v=e^{x}}
として、
{\displaystyle \int e^{x}\sin x\,dx=e^{x}\sin x-\int e^{x}\cos x\,dx}
これらを組み合わせて、
{\displaystyle \int e^{x}\cos x\,dx=e^{x}\cos x+e^{x}\sin x-\int e^{x}\cos x\,dx}
同じ積分項が等式の両辺に出現しているので
{\displaystyle 2\int e^{x}\cos x\,dx=e^{x}(\sin x+\cos x)+C\!}
と変形出来て、
{\displaystyle \int e^{x}\cos x\,dx=\ {\frac {1}{2}}e^{x}(\sin x+\cos x)+C'\!}
となる。ただし、{\textstyle C} と {\textstyle C'={\frac {C}{2}}} は積分定数である。
{\displaystyle \int \sec ^{3}x\,dx} のような積分も同様の方法を使って計算出来る。
関数に形式的に1を掛ける
更によく知られた例を挙げる。被積分関数を1とそれ自身の積と考えて部分積分を行う方法である。これは、被積分関数の導関数が分かっていて、更にその導関数に xを乗じた関数の積分が計算可能な場合に有効である。
最初の例として{\textstyle \int \ln x\,dx} を考える。これを以下のように1と自身の積として考えて、
{\displaystyle I=\int \ln x\cdot 1\,dx.\!}
次のようにおくと、
{\displaystyle u=\ln x\Rightarrow du={\frac {dx}{x}}}
{\displaystyle dv=dx\Rightarrow v=x\ }
以下のように計算出来る。
{\displaystyle {\begin{aligned}\int \ln x\,dx&=x\ln x-\int {\frac {x}{x}}\,dx\\&=x\ln x-\int 1\,dx\\&=x\ln x-x+C\end{aligned}}}
次の例として {\textstyle \arctan x} の積分を考える。
{\displaystyle I=\int \arctan x\,dx}
これを以下のように書き換える。
{\displaystyle \int \arctan(x)\cdot 1\,dx}
次のようにおくと、
{\displaystyle {\begin{aligned}u=\arctan x&\Rightarrow \tan u=x\\&\Rightarrow \sec ^{2}u\,du=dx\\&\Rightarrow (1+\tan ^{2}u)\,du=dx\\&\Rightarrow du={\frac {dx}{1+x^{2}}}\end{aligned}}}
{\displaystyle dv=dx\Rightarrow v=x}
以下のように計算出来る。
{\displaystyle {\begin{aligned}\int \arctan x\,dx&=x\arctan x-\int {\frac {x}{1+x^{2}}}\,dx\\&=x\arctan x-\left.{\frac {1}{2}}\right.\int {\frac {2x}{1+x^{2}}}\,dx\\&=x\arctan x-{\frac {1}{2}}\int {\frac {d(1+x^{2})}{1+x^{2}}}\\&=x\arctan x-{\frac {1}{2}}\ln \left(1+x^{2}\right)+C\end{aligned}}}
ここでは逆関数の微分法を使用した。

## 部分積分の再帰的適用
部分積分を {\textstyle \int v\,du} に対して再帰的に適用することにより、次の公式を得る。
{\displaystyle \int uv=uv_{1}-u'v_{2}+u''v_{3}-\cdots +(-1)^{n-1}\ u^{(n-1)}\ v_{n}+(-1)^{n}\int {u^{(n)}v_{n}}.\!}
ここで、{\textstyle u'} は {\textstyle u} の1次導関数、{\textstyle u''} は2次導関数であり、{\textstyle u^{(n)}} は n 次導関数を表す。{\displaystyle v_{n}} は以下のように定義される。
{\displaystyle v_{n+1}(x)=\int \!\int \ \cdots \int v\ (dx)^{n+1}.\!}
上記の式は、{\textstyle uv_{1}} から開始して1つ目の項は順に微分して行き、2つ目の項は積分して行けば計算出来る（同時に符号を反転しながらであるが）。特に、{\textstyle u^{(k+1)}} がある {\textstyle k+1} で 0 になる時には {\textstyle u^{(k)}} の項までで終了するため、便利な公式である。

## 拡張

### 多因子への拡張
（積の微分法則の一般化も参照のこと）
3つの関数 {\textstyle u(x)}、{\textstyle v(x)}、{\textstyle w(x)} の積の微分法則に対して積分を行うと、同様に以下のような結果を得る。
{\displaystyle \int _{a}^{b}uv\,dw=uvw-\int _{a}^{b}uw\,dv-\int _{a}^{b}vw\,du}
一般的に {\textstyle n} 個の関数の積の場合は、
{\displaystyle {\frac {d}{dx}}\left(\prod _{i=1}^{n}u_{i}(x)\right)=\sum _{j=1}^{n}\prod _{i\neq j}^{n}u_{i}(x){\frac {du_{j}(x)}{dx}}}
即ち、
{\displaystyle {\Bigl [}\prod _{i=1}^{n}u_{i}(x){\Bigr ]}_{a}^{b}=\sum _{j=1}^{n}\int _{a}^{b}\prod _{i\neq j}^{n}u_{i}(x)\,du_{j}(x)}
ここで右辺の積は、同じ項で微分を取った関数を除く全ての関数の積を取るものとする。

### スティルチェス積分
リーマン＝スティルチェス積分（またはスティルチェス積分）とは、トーマス・スティルチェスによるリーマン積分の拡張である。
リーマン＝スティルチェス積分に関しても、被積分関数 {\textstyle f} および積分関数 {\textstyle g} に対して部分積分公式が
{\displaystyle \int _{a}^{b}f\,dg=f(b)g(b)-f(a)g(a)-\int _{a}^{b}g\,df}
なる形で成り立つ。
また、リーマン＝スティルチェス積分および（狭義の）ルベーグ積分の一般化であるルベーグ＝スティルチェス積分（またはルベーグ＝ラドン積分）に対しても、以下の形で部分積分公式が定式化される。
2つの有界変動関数 U, V に対して U または V のいずれかが連続、若しくは U および V がともに正常（英: regular）となるような点では、
{\displaystyle \int _{a}^{b}U\,dV+\int _{a}^{b}V\,dU=U(b+)V(b+)-U(a-)V(a-),\quad (a<b)}
が成立する。
詳細はリーマン＝スティルチェス積分およびルベーグ＝スティルチェス積分を参照。

### 高次元への拡張
部分積分を高次元の場合に対して拡張することが出来る。
{\displaystyle \Omega \subset \mathbb {R} ^{n}} を区分的に滑らかな境界 {\displaystyle \Gamma } を持つ有界な開集合とし、{\displaystyle \mathbf {n} } を {\displaystyle \Gamma } への外向き単位面法線ベクトル、{\displaystyle u} と {\displaystyle \mathbf {v} } をそれぞれ {\displaystyle \Omega } の閉包において滑らかな関数およびベクトル値関数として定義する。
この時、 {\displaystyle \nabla \cdot (u\mathbf {v} )=\nabla u\cdot \mathbf {v} +u\nabla \cdot \mathbf {v} } に対してガウスの発散定理を適用すると、
{\displaystyle \int _{\Omega }\nabla \cdot (u\mathbf {v} )\,d\Omega =\int _{\Omega }(\nabla u\cdot \mathbf {v} +u\nabla \cdot \mathbf {v} )\,d\Omega =\int _{\Gamma }(u\mathbf {v} )\cdot \mathbf {n} \,d\Gamma }
であるから、以下の部分積分公式が得られる。
{\displaystyle \int _{\Omega }\nabla u\cdot \mathbf {v} \,d\Omega =\int _{\Gamma }u(\mathbf {v} \cdot \mathbf {n} )\,d\Gamma -\int _{\Omega }u\,\nabla \cdot \mathbf {v} \,d\Omega }
また、{\displaystyle \mathbf {v} =\nabla v}，{\displaystyle v\in C^{2}({\bar {\Omega }})} なる {\displaystyle v} で表される時、
{\displaystyle \int _{\Omega }\nabla u\cdot \nabla v\,d\Omega =\int _{\Gamma }u\,\nabla v\cdot \mathbf {n} \,d\Gamma -\int _{\Omega }u\,\nabla ^{2}v\,d\Omega }
となり、グリーンの第一恒等式が得られる。
同様に、任意の階数の微分可能テンソル場 {\displaystyle {\boldsymbol {F}}} と {\displaystyle {\boldsymbol {G}}} に対して、発散定理より以下の部分積分公式が導かれる。
{\displaystyle \int _{\Omega }{\boldsymbol {F}}\otimes {\boldsymbol {\nabla }}{\boldsymbol {G}}\,d\Omega =\int _{\Gamma }\mathbf {n} \otimes ({\boldsymbol {F}}\otimes {\boldsymbol {G}})\,d\Gamma -\int _{\Omega }{\boldsymbol {G}}\otimes {\boldsymbol {\nabla }}{\boldsymbol {F}}\,d\Omega }
ここで {\displaystyle \otimes } はテンソル積を表す。{\displaystyle {\boldsymbol {F}}} が恒等テンソルに等しい時は、発散定理の式を得る。
{\displaystyle \int _{\Omega }{\boldsymbol {\nabla }}{\boldsymbol {G}}\,d\Omega =\int _{\Gamma }\mathbf {n} \otimes {\boldsymbol {G}}\,d\Gamma \,}
添字表記で表すと以下のようになる。
{\displaystyle \int _{\Omega }F_{ijk....}\,G_{lmn...,p}\,d\Omega =\int _{\Gamma }n_{p}\,F_{ijk...}\,G_{lmn...}\,d\Gamma -\int _{\Omega }G_{lmn...}\,F_{ijk...,p}\,d\Omega \,}
ここで{\displaystyle {\boldsymbol {F}}} と {\displaystyle {\boldsymbol {G}}} がともに2階のテンソルであるような特殊な場合を考え、1つの添字の縮約を取ると、
{\displaystyle \int _{\Omega }F_{ij}\,G_{pj,p}\,d\Omega =\int _{\Gamma }n_{p}\,F_{ij}\,G_{pj}\,d\Gamma -\int _{\Omega }G_{pj}\,F_{ij,p}\,d\Omega \,}
即ち
{\displaystyle \int _{\Omega }{\boldsymbol {F}}\cdot ({\boldsymbol {\nabla }}\cdot {\boldsymbol {G}})\,d\Omega =\int _{\Gamma }\mathbf {n} \cdot ({\boldsymbol {G}}\cdot {\boldsymbol {F}}^{T})\,d\Gamma -\int _{\Omega }({\boldsymbol {\nabla }}{\boldsymbol {F}}):{\boldsymbol {G}}^{T}\,d\Omega \,}
となる。

## 応用
部分積分の解析学におけるいくつかの応用例を挙げる。

### ガンマ関数

#### 関数等式
ガンマ関数は広義積分を用いて定義される特殊関数である。部分積分を使うと、これが階乗の拡張になっていることが分かる。
{\displaystyle {\begin{aligned}\Gamma (z)&:=\int _{0}^{\infty }d\lambda e^{-\lambda }\lambda ^{z-1}\\&=-\int _{0}^{\infty }d\left(e^{-\lambda }\right)\lambda ^{z-1}\\&=-\left[e^{-\lambda }\lambda ^{z-1}\right]_{0}^{\infty }+\int _{0}^{\infty }d\left(\lambda ^{z-1}\right)e^{-\lambda }\\&=0+\int _{0}^{\infty }d\lambda \left(z-1\right)\lambda ^{z-2}e^{-\lambda }\\&=(z-1)\Gamma (z-1)\\\end{aligned}}}
このようにして、以下のよく知られた等式が得られる。
{\displaystyle \Gamma (z)=(z-1)\Gamma (z-1).}
{\displaystyle n\in \mathbb {N} }に対してこの公式を繰り返し適用することで階乗が得られる。
{\displaystyle \Gamma (n+1)=n!,\quad n\in \mathbb {N} .}

#### 定義の等価性
ガンマ関数はワイエルシュトラスの乗積表示:
{\displaystyle {\frac {1}{\Gamma (z)}}:=ze^{{\gamma }z}\prod _{m=1}^{\infty }\left(1+{\frac {z}{m}}\right)e^{-z/m},\quad \gamma :=\lim _{n\to \infty }\left(\sum _{k=1}^{n}{\frac {1}{k}}-\log {n}\right)}
を用いて定義することもできる（{\displaystyle \gamma }はオイラーの定数である）。
無限乗積による定義と広義積分による定義が同値であることは部分積分を繰り返すことで示される。

### 調和解析
調和解析、特にフーリエ変換における部分積分の応用例を挙げる。よく知られた例として、関数のフーリエ変換の収束が、関数の滑らかさに依存していることを示すものである。
導関数のフーリエ変換
f が k 回連続微分可能であり、更に k 次までの導関数が無限大で 0 に収束する時、そのフーリエ変換は以下の関係式を満たす。
{\displaystyle ({\mathcal {F}}f^{(k)})(\xi )=(2\pi i\xi )^{k}{\mathcal {F}}f(\xi )}
ここで {\displaystyle f^{(k)}} は {\displaystyle f} の {\displaystyle k} 次導関数を表す。
導関数のフーリエ変換に対して部分積分を適用すると、以下の結果を得る。
{\displaystyle {\begin{aligned}({\mathcal {F}}f')(\xi )&=\int _{-\infty }^{\infty }e^{-2\pi iy\xi }f'(y)\,dy\\&=\left[e^{-2\pi iy\xi }f(y)\right]_{-\infty }^{\infty }-\int _{-\infty }^{\infty }(-2\pi i\xi e^{-2\pi iy\xi })f(y)\,dy\\&=2\pi i\xi \int _{-\infty }^{\infty }e^{-2\pi iy\xi }f(y)\,dy\\&=2\pi i\xi {\mathcal {F}}f(\xi ).\end{aligned}}}
この結果を繰り返し適用することによって、一般の k に対する結果が得られる。同様の手法は導関数のラプラス変換を求める際にも利用出来る。
フーリエ変換の収束
上記の結果により、{\displaystyle f} と {\displaystyle f^{(k)}} が積分可能ならば、
{\displaystyle \vert {\mathcal {F}}f(\xi )\vert \leq {\frac {I(f)}{1+\vert 2\pi \xi \vert ^{k}}}}, ただし {\displaystyle I(f):=\int _{-\infty }^{\infty }{\Bigl (}\vert f(y)\vert +\vert f^{(k)}(y)\vert {\Bigr )}dy}.
言い換えると、{\displaystyle f} がこれらの条件を満足するならば、そのフーリエ変換は無限大で高々 {\textstyle 1/|\xi |^{k}} のオーダーで収束するということである。特に、{\displaystyle k\geq 2} ならばフーリエ変換は積分可能である。
証明にはフーリエ変換の定義から直ちに得られる次の関係を用いる。
{\displaystyle \vert {\mathcal {F}}f(\xi )\vert \leq \int _{-\infty }^{\infty }\vert f(y)\vert \,dy}
節の冒頭で述べたのと同様の考え方により、次の結果が得られる。
{\displaystyle \vert (2\pi i\xi )^{k}{\mathcal {F}}f(\xi )\vert \leq \int _{-\infty }^{\infty }\vert f^{(k)}(y)\vert \,dy}
この2つの不等式を片々加えて {\textstyle 1+|2\pi \xi |^{k}} で除することにより上記の結果が得られる。

### 作用素論
作用素論における部分積分の利用例の1つとして、{\textstyle -\Delta } ( {\textstyle \Delta } は ラプラス作用素) が {\textstyle L^{2}} において正値作用素であるということが挙げられる（Lp空間を参照）。
f が滑らかでコンパクトな台を持つならば、部分積分を用いることにより以下の結果を得る。
{\displaystyle {\begin{aligned}\langle -\Delta f,f\rangle _{L^{2}}&=-\int _{-\infty }^{\infty }f''(x){\overline {f(x)}}\,dx\\&=-\left[f'(x){\overline {f(x)}}\right]_{-\infty }^{\infty }+\int _{-\infty }^{\infty }f'(x){\overline {f'(x)}}\,dx\\&=\int _{-\infty }^{\infty }\vert f'(x)\vert ^{2}\,dx\geq 0.\end{aligned}}}

### その他の応用
- 弱微分、およびシュワルツ超函数の定式化。
- スツルム＝リウヴィル型微分方程式における境界値問題。
- 変分法によるオイラー＝ラグランジュ方程式の導出[5]。
- 複素解析における漸近展開の導出[6]。
- 数値積分への応用[7][8]。